# Vanília égbolt
A Vanília égbolt (eredeti cím: Vanilla Sky) 2001-ben bemutatott amerikai sci-fi thrillerfilm, melynek rendezője, forgatókönyvírója és társproducere Cameron Crowe. A film Alejandro Amenábar 1997-es spanyol filmjének, a Nyisd ki a szemednek angol nyelvű adaptációja, amelyet Amenábar és Mateo Gil írt, Penélope Cruz pedig az eredeti filmben játszott szerepét alakítja újra.
A főszerepet Tom Cruise, Penélope Cruz, Cameron Diaz, Jason Lee és Kurt Russell alakítja. Oscar-díjra jelölték a legjobb eredeti dal kategóriában, valamint Screen Actors Guild és Golden Globe-díjra is jelölték Diaz alakításáért. A forgatása 2000 végén kezdődött és hat hétig tartott.
A filmet 2001. december 14-én mutatták be.

## Cselekmény
David Aames, egy nagy kiadóvállalat tulajdonosa, amelyet apjától örökölt, börtönben van. Egy műanyag arcmaszkot viselve David a bírósági pszichológusnak, Dr. Curtis McCabe-nek meséli el életének történetét. Visszaemlékezésekben David átengedi a kiadó irányítását apja megbízható munkatársainak, miközben playboyként éli életét Manhattanben. Egy partin legjobb barátja, Brian Shelby bemutatja neki Sofia Serranót.
David és Sofia együtt töltik az éjszakát Sofia lakásán, és beleszeretnek egymásba, nem sejtve, hogy David aktuális szeretője, Julie Gianni követte őket. Amikor David távozik, Julie felajánlja neki, hogy elviszi autóval, majd féltékenységét felfedve szándékosan karambolozik, ezzel megöli magát és súlyosan megsebesíti Davidet. Az orvosok nem tudják plasztikai műtéttel helyreállítani David arcát, így kénytelen műanyag maszkot viselni. A baleset mentális és fizikai traumái miatt visszahúzódóvá és depresszióssá válik. David csatlakozik Brianhez és Sofiához egy klubban, de miután részegen veszekedést kezd, mindannyian távoznak. Miután David megsérti őket, és elválnak egymástól, ő összeesik a klub előtt az utcán.
Másnap Sofia visszatér, és bocsánatot kér Davidtől. Hazaviszi őt, kapcsolatot alakítanak ki, és David lassan kezd felépülni. Miután a sebészek annak ellenére találnak módot arcának helyreállítására, hogy korábban nem volt rá esély, bizarr élmények kezdik gyötörni - például rövid visszaemlékezések a torzulására, valamint egy titokzatos férfival való találkozás egy bárban, aki elmondja neki, hogy mindenható, amit az bizonyít, hogy az egész bár az ő parancsára elhallgat. Egy nap, amikor Sofia lakásán tartózkodik, David arra ébred, hogy Julie van mellette az ágyban, és az ő arca szerepel közös fotóikon is Sofia arca helyett. Sokkolva megfojtja Julie-t. Davidet letartóztatják és börtönbe zárják, és rejtélyes módon visszatér az arcának torzulása.
McCabe további interjúkat készít vele, amelyek segítenek Davidnek felidézni a „Life Extension” nevet. Amikor meglátja egy ilyen nevű céget a közelben, McCabe intézkedik, hogy őrség kíséretében odavigyék Davidet. Rebecca Dearborn, a cég képviselője, elmagyarázza, hogy a Life Extension kriogén felfüggesztést alkalmaz azoknak, akik gyógyíthatatlan betegségekben szenvednek, hogy megtartsák őket egy tudatos álomállapotban, amíg gyógymódot nem találnak. David rájön, hogy kriogén felfüggesztésben van, és hogy az általa ismert világ az ő tudatos álma, amely rémálommá vált. McCabe és az őrök elől menekülve „technikai támogatást” kérve az épület előcsarnokába rohan, amely hirtelen kiürül. Egy lift kinyílik, és feltűnik a titokzatos férfi a bárból. Ahogy a lift egy lehetetlenül magas épület tetejére emelkedik, a férfi elmondja neki, hogy ő a Technikai Támogatás, és David már 150 éve felfüggesztett állapotban van.
Mivel nem tudta feldolgozni szerelme, Sofia elvesztését és arca sérülését, David a Life Extension-t választotta, hogy akkor ébresszék fel, amikor a technológia képes helyreállítani az arcát. A kiadóvállalatot apja munkatársaira hagyta, végül túladagolta magát, ami miatt Brian háromnapos megemlékezést szervezett neki az otthonában. A program részeként David úgy döntött, hogy tudatos álmot él meg, amelyben élete ott folytatódik, ahol Sofia elhagyta őt. Azonban egy szoftverhiba miatt tudatalattijának más elemei eltorzították az álmát.
David és Technikai Támogatás felérnek az épület tetejére, a felhők fölé. Ott a Technikai Támogatás elmagyarázza, hogy bár kijavították a hibát, David most választhat: visszatérhet az álomba, vagy visszaállíthatják az életét, amihez szó szerint hitből kell leugrania az épület tetejéről, hogy felébredjen az alvásból. David az utóbbit választja, bár McCabe óva inti ettől. Mielőtt ugrana, Brian és Sofia képei jelennek meg előtte, hogy elbúcsúzhasson. Az épület széléről ugrik, és az élete végigfut előtte. Egy női hang arra kéri, hogy nyissa ki a szemét, és a film egy közeli képpel zárul, amelyben kinyitja a szemét és a nézőre néz.

## Szereplők
| Szerep                  | Színész          | Magyar hang         |
| ----------------------- | ---------------- | ------------------- |
| David Aames             | Tom Cruise       | Kautzky Armand      |
| Sofia Serrano           | Penélope Cruz    | Murányi Tünde       |
| Julianna "Julie" Gianni | Cameron Diaz     | Majsai-Nyilas Tünde |
| Dr. Curtis McCabe       | Kurt Russell     | Sörös Sándor        |
| Brian Shelby            | Jason Lee        | Jakab Csaba         |
| Edmund Ventura          | Noah Taylor      | Fazekas István      |
| Thomas Tipp             | Timothy Spall    | Koroknay Géza       |
| Rebecca Dearborn        | Tilda Swinton    | Agócs Judit         |
| Aaron                   | Michael Shannon  | N/A                 |
| Művészeti szerkesztő    | Ken Leung        | N/A                 |
| Colleen                 | Shalom Harlow    | N/A                 |
| Lynette                 | Oona Hart        | N/A                 |
| Emma                    | Ivana Miličević  | N/A                 |
| Peter Brown             | Johnny Galecki   | N/A                 |
| Libby                   | Alicia Witt      | Törtei Tünde        |
| A jövő                  | Laura Fraser     | N/A                 |
| Önmaga                  | Conan O’Brien    | N/A                 |
| Autókereskedő           | Tommy Lee        | N/A                 |
| Vendég David partiján   | Steven Spielberg | Kapácsy Miklós      |

## Bevételi adatok
A film 2001. december 14-i bemutatóján az első helyen nyitott az Amerikai Egyesült Államokban. A nyitóhétvégén 25 015 518 dolláros (24,9%) bruttó bevételt hozott. A belföldi bruttó bevétel 100,61 millió dollár volt, míg a nemzetközi bruttó bevétel valamivel magasabb mint 102,76 millió dollár, összesen világszerte 203 388 341 dollár bruttó bevételt hozott.

## Fordítás
- Ez a szócikk részben vagy egészben  a   Vanilla sky című angol Wikipédia-szócikk ezen változatának fordításán alapul.  Az eredeti cikk szerkesztőit annak laptörténete sorolja fel. Ez a jelzés csupán a megfogalmazás eredetét és a szerzői jogokat jelzi, nem szolgál a cikkben szereplő információk forrásmegjelöléseként.| - m - v - sz Cameron Crowe | - m - v - sz Cameron Crowe                                                                                                                                                                                                                     |
| -------------------------- | --- |
| Filmrendező                | - Mondhatsz bármit (1989) - Facérok (1992) - Jerry Maguire – A nagy hátraarc (1996) - Majdnem híres (2000) - Vanília égbolt (2001) - Elizabethtown (2005) - Pearl Jam Twenty (2011) - The Union (2011) - Az igazi kaland (2011) - Aloha (2015) |
| Forgatókönyvíró            | - Változó világ (1982) - The Wild Life (1984) |
| Filmproducer               | - David Crosby: Remember My Name (2019) |
| Televízió                  | - Roadies (2016) |